# Willem Jacob 's Gravesande
Willem Jacob 's Gravesande   ('s-Hertogenbosch, 26 de setembre de 1688 - Leiden, 28 de febrer de 1742) va ser un matemàtic i físic holandès del segle xviii, que va difondre les teories de Newton a l'Europa continental.

## Vida
Gravesande era fill d'una antiga família patrícia de Delft i va rebre una molt bona educació. Un dels seus preceptors, anomenat Tourton, li va fer prendre el gust per les matemàtiques.
El 1704 es matricula a la Universitat de Leiden on es doctora en Dret, amb dos dels seus germans, el 1707. Durant els seus estudis no deixa, però, de continuar els estudis matemàtics. Un cop doctorat es trasllada a La Haia on exercirà d'advocacia, també amb els seus germans. El 1711 publica el seu primer treball científic: Essai de perspective.
El 1713 és un dels membres principals de la societat que crea el Journal Litteraire, una de les millors revistes científiques de l'època.
El 1715 es trasllada a Anglaterra amb un càrrec diplomàtic. A Londres, coneixerà John Keill i Newton, qui serà la seva influència principal. També és escollit fellow de la Royal Society. Retornat al seu país, s'instal·la novament a la Haia, però el 1717 és nomenat professor de Matemàtiques i Astronomia a la Universitat de Leiden, on residirà la resta de la seva vida.
El 1720 es va casar amb Anne Sacrelaire amb qui va tenir dos fills que van morir, tots dos, en l'espai de vuit dies, quan eren adolescents.
A partir de 1734, serà també professor de Filosofia a la mateixa universitat.

## Obra
La faceta més distintiva de l'obra de Gravesande radica en l'ús extensiu de l'experimentació utilitzant instruments de la seva invenció per demostrar les teories de Newton. En aquesta feina va ser assistit per un prominent constructor de màquines holandès: Jan van Musschenbroek.
El seu llibre, en dos volums, Physices Elementa Mathematica (Leiden, 1721-1722) és un compendi de tots aquests experiments, amb descripcions detallades de les màquines usades i dels procediments emprats. El llibre va ser un gran èxit i es va difondre profusament per tot Europa; Jean Théophile Désaguliers el va traduir a l'anglès el mateix any 1722 i també va tenir una gran difusió a la Gran Bretanya.
En la seva visió de la física, calia expurgar-la de qualsevol qüestió potencialment controvertida, especialment les vinculades amb la religió. Per tant, tot i que era ferm defensor de les teories de Newton, afirmava, per exemple, que no calia preocuapr-se per saber si la gravetat és essencial a la matèria. Va publicar el 1736 un compendi de la seva metodologia en un tractat titulat Introductio ad philosophiam, metaphysicam et logicam continens.
El 1774, el seu deixeble Jean Allamand va publicar un compendi de les seves obres científiques i filosòfiques amb el títol de Oeuvres philosophiques et mathématiques de M.G.J.'s Gravesande.